# 渡辺大樹 (漫画家)
渡辺 大樹（わたなべ だいじゅ、6月1日 - ）は、日本の漫画家。東京都出身。

## 人物
ナムコ・ナンジャタウンのデザインチームに所属、後に幸村誠のアシスタントを経て、『弾丸ドラッガー』の連載に至るも打ち切り。
東京デザイナー学院「マンガ科」の非常勤講師として就業中に、web漫画『微能力☆制服少女〜』と、ボウリング漫画『きゅぽかの』の連載を始める。
2016年11月の『きゅぽかの』単行本発売時には、関東を中心としたボウリング場で、マイボウラーでもある作者やプロボウラーと共にボウリングを行う「きゅぽかの杯」という大会が全14回開催された。また、埼玉県にあるココレーン新座志木店カミヤボウルでは月1回の「きゅぽかのリーグ」も開催された。
2017年に「日本ボウリング場協会」より『マスコミ・ボウリング振興協力者表彰』を受賞。著者の描いたイラストポスターが各地のボウリング場に掲示された。
同11月国内最大のボウリングの祭典「ジャパンオープンボウリング選手権」に選手として出場。本人を含む計4名の「きゅぽかのチーム」が着用したオリジナルウェアが「男子ベストドレッサー賞」を受賞。
2017年6月より、丸山ゴンザレス原作の『鳥居准教授の空腹 〜世界のスラムにうまいものあり〜』を連載中。
「ボウラー漫画家」を自称する。聞き手は右利きだが、ボウリングではレフティである。

## 略歴
1999年、第40回ちばてつや賞・一般部門にて佳作受賞。
2002年、第13回モーニングMANGA OPENにて大賞受賞。
2006年、「姉川合戦〜元亀元年の真実〜」読み切り。
2007年、「太田牛一〜信長に捧げし弓と筆〜」読み切り。
2007年、「ムカデ旗〜信玄に命捧ぐ川中島合戦〜」読み切り。
2009年、『弾丸ドラッガー』連載開始。
2010年、『弾丸ドラッガー』打ち切り。
2014年、『微能力☆制服少女〜リトルアビリティ☆ハイスクールガール〜』連載開始。
2015年、『微能力☆〜（略』連載終了。
2016年、『きゅぽかの』連載開始。同年終了。
2016年、「マンガ 本当にあった！世界の珍兵器コレクション」に読み切りを「わたなべきひろ」名義で執筆。
2017年、『鳥居准教授の空腹 〜世界のスラムにうまいものあり〜』連載開始。
2018年、『鳥居准教授の空腹 〜世界のスラムにうまいものあり〜』連載終了。
2020年、『極みのシイナ』連載開始。

## 作品
- 弾丸ドラッガー（『イブニング』 2010年1号 - 2011年7号 打ち切り／講談社）
- 微能力☆制服少女〜リトルアビリティ☆ハイスクールガール〜（『コミックウォーカー』2014年7月30日 - 2015年7月30日／角川書店）原作：酒井直行
- きゅぽかの（『ヤングチャンピオン烈』 2016年No.3 - No.11／秋田書店）
- 回れ！パンジャンドラム！（『マンガ 本当にあった！世界の珍兵器コレクション』 2016年11月28日 読切／宝島社）わたなべきひろ名義
- 鳥居准教授の空腹〜世界のスラムにうまいものあり〜（『たそがれ食堂』2017年vol.1 - vol.8、特別編『デンシバース』2017年12月 - 2018年9月／幻冬舎）原作：丸山ゴンザレス
- 極みのシイナ（『マンガ5』2020年10月15日 - 2022年4月24日／創作工房）原作（絵コンテ）担当、作画：Ume

## 単行本
- 弾丸ドラッガー 第1巻 2010年6月23日刊行
- 弾丸ドラッガー 第2巻 2011年5月23日刊行／終了※1）
- きゅぽかの　全1巻　2016年12月1日刊行
- 鳥居准教授の空腹〜世界のスラムにうまいものあり〜 第1巻 2018年1月24日発売
- 鳥居准教授の空腹〜世界のスラムにうまいものあり〜 第2巻 2018年9月21日発売

※1）打ち切りの「弾丸ドラッガー」は3巻分で完結までの原稿は執筆しているが未発表。海外版（台湾版・タイ版）も2巻まで出版されている。